# Rogovača
Rogovača je niz kompleksnih nitastih silikatnih mineralov (inosilikatov) z dvojnimi verigami tetraedrov [SiO4], ki spada v skupino amfibolov. Rogovača ni priznana kot samostojen mineral, njeno ime pa se v splošni rabi in na terenu nanaša na temne amfibole. Je izomorfna zmes treh molekul: kalcijevega železovega magnezijevega silikata, aluminijevega železovega magnezijevega silikata in železovega magnezijevega silikata. V zmesi so včasih prisotni tudi mangan, titan in natrij. Hidroksilna skupina je pogosto zamenjana s fluorom. Splošna formula rogovače je (Ca,Na)2–3(Mg,Fe,Al)5(Al,Si)8O22(OH,F)2. Njena trdota je 5 – 6, specifična teža pa 2,9 – 3,4. Barva je običajno motno zelena, zelenkasto rjava, rjava ali črna. Razkolna kota sta 56º in 124º. Rogovača se pogosto zamenjuje z avgitom in biotitom, ki sta črne barve in se nahajata v granitu in čarnokitu.

## Izvor imena
Beseda rogovača izvira iz njenega nemškega imena Hornblende, ki je sestavljeno iz besed Horn  - rog ali roževina in Blende - svetlica. Izraza svetlica in sijajnik se pogosto uporabljata za minerale z blestečim nekovinskim sijajem na primer za zinkovo svetlico (sfalerit, ZnS) in svinčev sijajnik (galenit, PbS).

## Nahajališča
Rogovača je pomembna sestavina mnogih magmatskih in metamorfnih kamnin, na primer granita, sienita, gabra, bazalta, andezita, gnajsa in skrilavcev in glavni mineral amfibolov. Zelo temno rjave do črne rogovače, ki vsebujejo titan,  se običajno imenujejo bazaltske rogovače, ker so zelo pogosto sestavine bazaltov in njim sorodnih kamnin. Rogovača hitro prepereva v klorit in epidot. Različek rogovače, ki vsebuje manj kot 5% železovih oksidov, je sive do bele barve in se po nahajališču Edenville (New York, ZDA) imenuje edenit. Drugi pogosti minerali iz niza rogovač so pargasit, hastingsit in čermakit.
Nahajališča rogovače v Sloveniji so na Pohorju (Tinje) in v Savinjskih Alpah.

## Vir
- Hurlbut, Cornelius S.; Klein, Cornelis (1985). Manual of Mineralogy (20 izd.). John Wiley & Sons, New York. COBISS 12123141. ISBN 0-471-80580-7.
- B. E. Leake in sodelavci (1997): Nomenclature of amphiboles: report of the Subcommittee on Amphiboles of the International Mineralogical Association, Commission on New Minerals and Mineral Names. Can. Mineral. 35, str. 219–246.
- B. E. Leake in sodelavci (2003): Nomenclature of amphiboles: additions and revisions to the International Mineralogical Association’s 1997 recommendations. Can. Mineral. 41, str. 1355–1362.
- Burke, E.A.J., Leake, B.E.: Named Amphiboles: A new category of amphiboles recognized by the international mineralogical association (IMA), and the proper order of prefixes to be used in amphibole names. Can. Mineral. Vol. 42, str. 1881–1883 (2004)
- Oberti, R. in sodelavci (2008): Potassic-aluminotaramite form Sierra de los Filabres, Spain; European Journal of Mneralogy 20, str. 1005-1010
- Paul Ramdohr, Hugo Strunz: Lehrbuch der Mineralogie (16. izdaja), Ferdinand Enke Verlag (1978), ISBN 3-432-82986-8
- Edition Dörfler: Mineralien Enzyklopädie, Nebel Verlag, ISBN 3-89555-076-0
- Heinrich Harrer: Ich komme aus der Steinzeit. Ullstein, Frankfurt/Main 1963, ISBN 3-524-00331-1